# Gustav Tauschek
Gustav Tauschek (* 29. abril de 1899 a Viena ; † 14 Febrer de 1945 a Zúric) va ser un pioner austríac de la tecnologia de la informació i va desenvolupar nombroses millores per a les màquines de càlcul basades en targetes perforades de l'època de 1922 a 1945. Els seus invents inclouen el que ara és l'històric sistema d'emmagatzematge de tambors.

## Biografia
De 1926 a 1930 va treballar per a la Rheinische Metallwaren- und Maschinenfabrik de Sömmerda, on va desenvolupar un sistema complet de comptabilitat de targetes perforades, que mai es va produir en sèrie. El prototip es troba ara a la col·lecció del Museu Tècnic de Viena. Després que la Rheinische Metall- und Maschinenfabrik fundés una filial per al desenvolupament de màquines de targetes perforades, Rheinmetall Lochkarten GmbH, a la primavera de 1928, aquesta es va comprar el mateix any per assegurar la posició de monopoli d'IBM. Tauschek va rebre un contracte de cinc anys i va vendre un total de 169 patents a IBM.
Els nombrosos invents de Gustav Tauschek també inclouen una millora en la màquina de guillotxa i un dispositiu que feia llegible la tipografia normal per als cecs mitjançant l'ús d'una fotocèl·lula per escanejar la tipografia i llavors controlar un dispositiu tàctil.
Tauschek va morir el 14. Febrer de 1945 a un hospital de Zuric d'una embòlia.
Des del 1964, la Tauschekgasse de Viena-Floridsdorf (21. Districte) porta el seu nom. Des del 1r Abril de 2012 hi ha una Gustav-Tauschek-Strasse al sud-est d'Erfurt (Centre de Recerca i Indústria Sud-est).